# Cmentarz mariawicki w Goździe
Cmentarz mariawicki w Goździe – założony na początku XX wieku, cmentarz mariawicki położony we wsi Gózd, na terenie parafii Kościoła Katolickiego Mariawitów Przenajświętszego Sakramentu w Goździe oraz parafii Kościoła Starokatolickiego Mariawitów Świętych Apostołów Piotra i Pawła w Goździe. Nekropolia znajduje się we wschodniej części wsi.
Mariawityzm w Goździe powstał za sprawą rzymskokatolickiego wikariusza ks. Modrzejewskiego z parafii w Okrzei. W 1929 parafia liczyła 818 wiernych. W 1935 mariawici w Goździe podzielili się na dwie wspólnoty: parafię Kościoła Katolickiego Mariawitów Przenajświętszego Sakramentu w Goździe oraz parafię Kościoła Starokatolickiego Mariawitów Świętych Apostołów Piotra i Pawła w Goździe.